# La Luz (Nuevo México)
La Luz es un lugar designado por el censo ubicado en el condado de Otero en el estado estadounidense de Nuevo México. En el Censo de 2010 tenía una población de 1697 habitantes y una densidad poblacional de 61,12 personas por km².

## Geografía
La Luz se encuentra ubicado en las coordenadas 32°58′18″N 105°56′23″O / 32.97167, -105.93972. Según la Oficina del Censo de los Estados Unidos, La Luz tiene una superficie total de 27.77 km², de la cual 27.7 km² corresponden a tierra firme y (0.24%) 0.07 km² es agua.

## Demografía
Según el censo de 2010, había 1697 personas residiendo en La Luz. La densidad de población era de 61,12 hab./km². De los 1697 habitantes, La Luz estaba compuesto por el 87.09% blancos, el 0.47% eran afroamericanos, el 1.36% eran amerindios, el 1% eran asiáticos, el 0% eran isleños del Pacífico, el 7.31% eran de otras razas y el 2.77% pertenecían a dos o más razas. Del total de la población el 34.24% eran hispanos o latinos de cualquier raza.

## Educación
Las Escuelas Públicas de Alamogordo gestiona escuelas públicas.